# Roestteugelbergnimf
De roestteugelbergnimf (Urochroa bougueri) is een vogel uit de familie Trochilidae (kolibries).

## Verspreiding en leefgebied
Deze soort komt voor  in zuidwestelijk Colombia en noordwestelijk Ecuador.